# 广福镇 (中江县)
广福镇，是中华人民共和国四川省德阳市中江县下辖的一个乡镇级行政单位。

## 行政区划
广福镇下辖以下地区：
铜山街社区、宝峰街社区、李湾村、金钱坡村、井湾村、红岭村、香山村、斑竹村、文林村、槐垭村、铜山村、荆庙村、松树村、马鞍村、柑燕村、石坪村、方碑村、祠堂村、金光村、建中村、长胜村、创新村、太乙村和石胜村。